# سحر العملات الفيتنامية

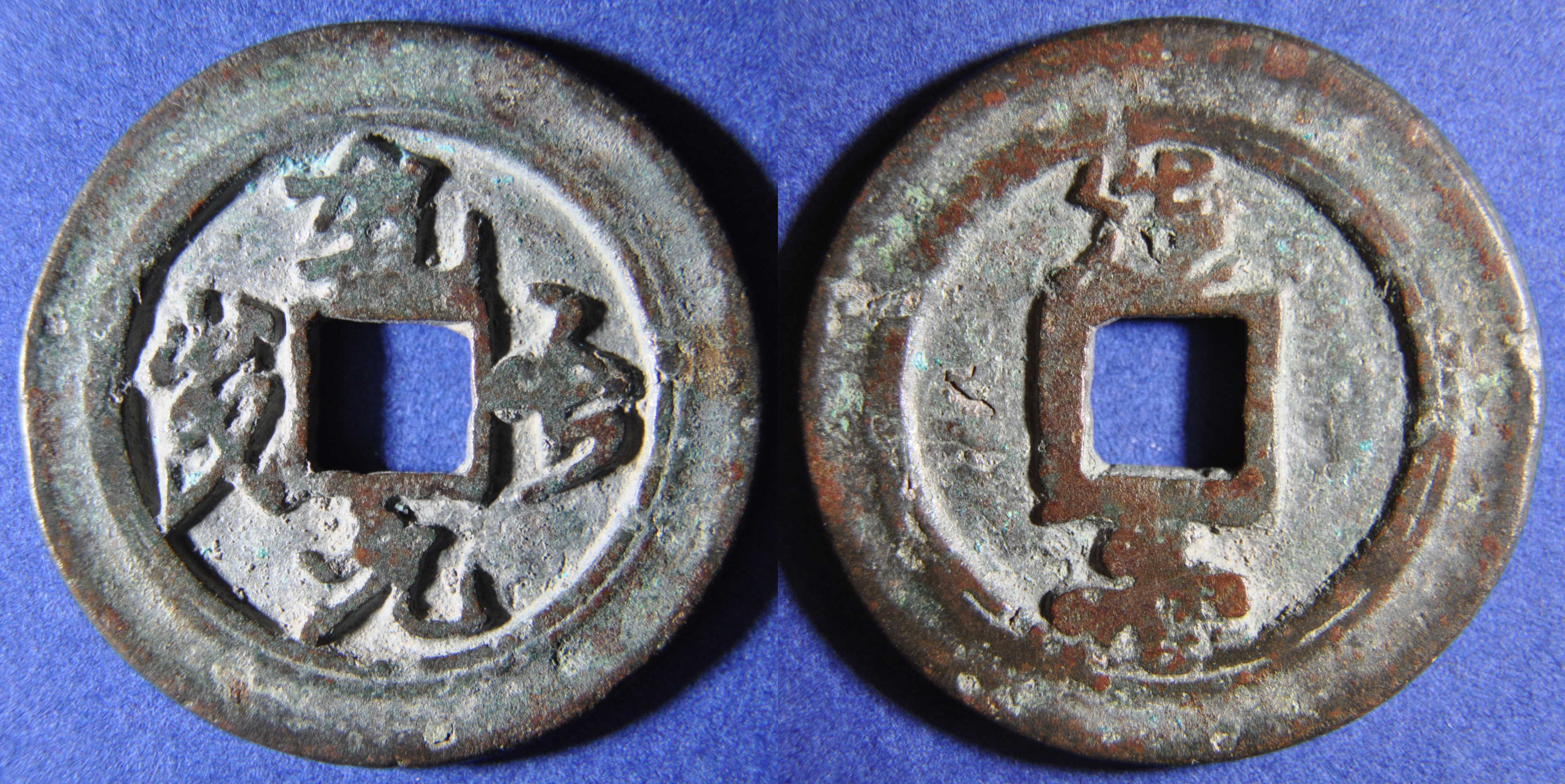
تميمة فيتنامية تشبه العملة النقدية.

التمائم الفيتنامية النقدية ( فيتنامية: Bùa Việt Nam؛ chữ Hán : 越南符銭؛ chữ Nôm : 符越南)، والمعروفة أيضًا باسم التمائم الفيتنامية أو التعويذات الفيتنامية أو التمائم الفيتنامية ببساطة، تشير إلى عائلة من أنواع التمائم المستوحاة من العملات النقدية وغيرها من أنواع التمائم المستوحاة من العملات النقدية مثل المتغيرات اليابانية والكورية المستمدة من التمائم النقدية الصينية (يشار إليها أيضًا باسم عملات Yansheng أو huāqián )، ولكنها تطورت حول عادات الثقافة الفيتنامية على الرغم من أن معظم هذه التمائم تشبه العملات النقدية الفيتنامية وعملات التمائم في الصين. كانت هذه "العملات المعدنية" تُستخدم في المعابد، كرموز داخل القصر الإمبراطوري، وكتعويذات يومية ذات قوة سحرية مزعومة مثل القدرة على لعن الأرواح الشريرة والأشباح. احتوت بعض هذه التعويذات على نقوش عملات نقدية متداولة حقيقية ولكن مع إضافة صور.
يمكن كتابة النقوش الموجودة على العملات المعدنية الفيتنامية بخط Chữ Hán، أو الكتابة "السحرية" الطاوية، أو الديفاناجاري، أو شبه الديفاناجاري، أو Chữ Nôm، أو النصوص اللاتينية. تشمل النقوش الشائعة Trường Mạng Phú Quý (長命富貴)، Chính Đức Thông Bảo (正德通寶)، و Châu Nguyên Thông Bảo (周元通寶).

## أنواع التمائم الفيتنامية

### تعويذات بوذية
كما هو الحال مع التمائم البوذية النقدية الصينية، هناك تمائم بوذية نقدية فيتنامية تحتوي على نقوش سنسكريتية، ومع ذلك فإن بعض هذه التمائم البوذية من فيتنام تحتوي فقط على مقاطع سنسكريتية مرتبطة بأصوات معينة ولكن بدون معنى، ومن المفترض أن هذه النقوش التي لا معنى لها أُستعارت من الرهبان الصينيين الذين استخدموها كأيقونات دينية.

#### تمائم فيتنامية تحمل نقوشًا شبه سنسكريتية
هناك تمائم فيتنامية تحتوي على الصلاة البوذية" Om mani Padme hum " (ॐ मणिप्मे हूँ)، أو Án ma ni bát mê hồng (唵嘛呢叭咪吽)، مكتوبة بخط الديفاناغاري. هذه عبارة ترنيمة يستخدمها الرهبان التبتيون وقد عُدلت من قبل البوذيين الآخرين في شرق آسيا. في المدارس البوذية للتأمل، يُستخدم المقطع المفرد "أوم" (ॐ) في هذه الصلاة كنقطة محورية للمساعدة في تهدئة العقل. يقال أن هذه المقاطع الستة تعمل على تطهير العوالم الستة. تحتوي العديد من هذه التمائم على نقوش مكتوبة باللغة الديفاناغارية لأن العديد من أقدم النصوص البوذية كتبت باللغة السنسكريتية في وقت لاحق، ودرس البالي والعديد من الرهبان البوذيين الصينيين اللغة السنسكريتية لفهم هذه النصوص بشكل أفضل. علاوة على ذلك، يدرس الرهبان البوذيون في فيتنام اللغات الصينية للمساعدة في فهم هذه النصوص نفسها. وهكذا يوجد اندماج بين معرفة كل من اللغة السنسكريتية واللغة الصينية مما أثر على هذه التمائم بحيث تحتوي كل منهما على شكل من أشكال الكتابة شبه الديفاناغارية والخط الصيني.

### سحر مفتوح
خلال القرن التاسع عشر، تميمة مفتوحة ذات وجهين بتصميم تنينين متقابلين داخل إطار دائري. تحتوي هذه التعويذات المفتوحة على عدد من الرموز البوذية والأيقونات الدينية مثل الإطار الدائري الذي يرمز إلى عجلة دارما (أو عجلة القانون)، والتي تشمل جميع مبادئ البوذية. رمز بوذي آخر هو المظلة أو المظلة الموجودة في الأعلى، حيث أن المظلة في الرمزية البوذية هي علامة على الحماية لأنها "تظلل جميع الأعشاب الطبية"، بينما يقال أن ظل المظلة "يحمي جميع الكائنات الحية".
يُعد تصميم التنينين جزءًا من الديانة الشعبية الصينية، ولكن كما هو الحال في الحياة الصينية والفيتنامية المعاصرة، فإن الأساطير الأصلية مختلطة بالبوذية كما يمكن إثباته في العديد من التعويذات البوذية التي تتضمن تصميمات من ديانات أخرى.

### فان ثو ثونغ باو
خلال الذكرى الستين لميلاد الإمبراطور لي هيين تونغ من سلالة لي في عام 1774، صُنعت تميمة خاصة من نوع فان ثو ثونغ باو (萬夀通寶)، وكانت هذه التعويذات تُستخدم غالبًا لإحياء ذكرى عيد ميلاد الإمبراطور كما حدث في سلالة تشينغ مع أعياد الميلاد الستين للإمبراطور الصيني. السبب وراء إلقاء هذه التعويذات على هذا الحدث على وجه الخصوص هو أن 60 عامًا ترمز إلى دورة كاملة من السيقان السماوية العشرة والفروع الأرضية الاثني عشر.

### كتاب التغيرات وتمائم باجوا (تمائم الترايجرام الثمانية)
عادةً ما يحتوي كتاب التغييرات الفيتنامي وتمائم باغوا على نقوش تعرض الرموز الثمانية (八卦، Bát Quái )، وهي الأحرف الصينية التالية:乾، (☰، Càn) 坎، (☵، Khảm)، 艮 (☶، Cấn)، 震 (☳، Chấn)، 巽(☴، تون)، 離 (☲، لي)، 坤 (☷، خون)، و 兑 (☱، Đoài).
في حالة هذه العملات المعدنية، فإن "السحر" في هذا السياق هو مصطلح شامل للعناصر ذات شكل العملة المعدنية والتي لم تكن أموالاً رسمية (أو مزيفة). ومع ذلك، لم تكن هذه الأشياء النقدية تعتبر بالضرورة "سحرية" أو "محظوظة"، حيث يمكن استخدام بعض هذه التعويذات النقدية الصينية كـ "عملات تذكارية ".
قد تحتوي هذه التمائم أيضًا على نقوش مثل Trường Sinh Bảo Mạng (長生保命) والتي تُترجم إلى "الخلود" و"حماية الحياة". تشير مثل هذه النقوش إلى أنها كانت تستخدم كتعويذات "وقائية".

### سحر الأبراج
تظهر الأبراج الصينية على العديد من التمائم الطاوية التي كانت تستخدم في الكهانة وقراءة الطالع. بجوار صورة كل حيوان، يُعرض الحرف الصيني للحيوان.

### تعويذات كونفوشيوسية
في عهد أسرة نجوين، صُنعت عملات معدنية كبيرة (غالبًا ما يبلغ قطرها 48 ملم) تحمل نقش Minh Mạng Thông Bảo (明命通寶) والتي تضمنت نقوشًا من Huainanzi على ظهرها، ويُعتقد أن هذا العمل أُختير لأنه ينص على أن الملك أو الحاكم يجب أن يعتنق الكونفوشيوسية والطاوية وأن ينال الحكمة. نظرًا لأن مصطلح Minh Mạng chữ Hán : 明命) يمكن ترجمته أيضًا إلى "حياة مشرقة" أو "مرسوم ذكي"، فإن النقش Minh Mạng Thông Bảo يُستخدم بشكل شائع على العملات المعدنية الفيتنامية.

### تعويذات لعنة لي تينغ
تعويذات اللعنة الفيتنامية Lei Ting (أو تعويذات اللعنة Lôi Đình) عبارة عن تعويذات نقدية تحتوي على نقوش لحماية مرتديها من الأرواح الشريرة والأشباح. كان من الشائع أن يذهب الناس إلى أساتذة الطاويين لطلب النصيحة، وفي الطاوية غالبًا ما تُستخدم التمائم السرية في الاحتفالات، بينما تُصنع معظم هذه التمائم من الورق. يمكن أن تحتوي تعويذات لعنة لي تينغ الفيتنامية على رموز لقراءة الطالع وتعاويذ "سحرية" طاوية.

### تمائم فيتنامية نقدية تحمل نقوشًا نقدية
خلال فترة حرب فيتنام، أُنتجت العملات الفيتنامية التي تحمل نقوشًا نقدية بأعداد كبيرة كتذكارات للأجانب المهتمين بالتحف. في المدن الكبيرة في جنوب فيتنام مثل سايجون، دا نانغ، وهوي، تباع هذه التعويذات عادة مقابل 1 دولار أو 2 دولار. كانت تحمل نقوشًا على عملات نقدية فيتنامية أصلية مثل Quang Trung Thông Bảo (光中通寶)، وGia Long Thông Bảo (嘉隆通寶)، وMinh Mạng Thông Bảo (明命通寶 ولكن العديد منها يحتوي أيضًا على نقوش خيالية مثل Quang Trung. ترونج باو (光中重寶), هام نغي ترونج باو (咸宜 重寶), و خوي دينه ترونج باو (啓定 重寶)، يعتمد الأخير على خوي Định Thông Bảo (啓定通寶).
قد تتضمن بعض النسخ المتماثلة من عصر حرب فيتنام عملات نقدية من نوع Hàm Nghi Thông Bảo (咸宜通寶)، والتي أُنتجت في عهد الإمبراطور Hàm Nghi في عام 1885، بدون النقش العكسي "Lục Văn " (六文)، أو كبيرة (1 mạch ) Duy Tân Thông Bảo (維新通寶) عملات نقدية تحمل النقش العكسي Trung Quốc Ái Dân (忠國愛民). تعتمد هذه الأخيرة من هذه المنتجات المزيفة على Minh Mạng Thông Bảo Thông Bảo (明命通寶)، Thiệu Trị Thông Bảo (紹治通寶)، و Tự Đức Thông Bảo (嗣德通寶) نقدًا. عملات معدنية من 1 ماخ تحتوي على هذه النقوش العكسية المماثلة، بينما في الواقع لم تُنتج عملات نقدية كبيرة مماثلة قبل هذه السلاسل الثلاث أو بعدها.

### تعويذات الزواج
غالبًا ما تعرض تمائم الزواج الفيتنامية زخارف التنين (龍) والعنقاء (鳳)، وذلك لأن التنين الفيتنامي يُستخدم غالبًا كرمز للذكور، بينما يُستخدم فونج هوانج (أو "العنقاء") لتمثيل الإناث. عندما تُعرض العنقاء مع التنين، غالبًا ما يكون هذا بمثابة استعارة للإمبراطور والإمبراطورة.
تحتوي بعض تمائم الزواج على نقش على الوجه الأمامي Trường Mạng Phú Quý (長命富貴) مكتوبًا بخط الختم، والذي يترجم إلى الإنجليزية إلى "الحياة الطويلة والثروة والشرف". يرمز هذا النقش إلى الحظ السعيد في الزواج وكذلك الحماية. هناك أيضًا بعض تمائم الزواج الفيتنامية مع نقش Thọ Sơn Phúc Hải (壽山福海، "طول العمر والجبل والسعادة والبحر")، وهو جزء من عبارة تهنئة صينية "أتمنى أن يكون عمرك مثل جبل تاي وسعادتك مثل البحر الشرقي"(壽比南山福如東海).
تحتوي بعض تمائم الزواج الفيتنامية على رمز Daoist Âm وDương (أو Thái cực đồ)، وذلك لأنه في Daoist Âm يرمز إلى المؤنث ويرمز Dương إلى المذكر. قد تتضمن الرموز الإضافية زهرة اللوتس، المعروفة باسم "荷" (ها) أو "蓮" (سين). في اللغة الصينية المندرينية، كلمة "لوتس" لها صوت متماثل مع الكلمة التي تعني "الربط" كما في عقد الزواج، و"الحب"، و"التواضع".
يُظهر تصميم تميمة الزواج الصينية والكورية والفيتنامية زوجًا من الأسماك على أحد الجانبين ونقش Ngư Song (魚双، "زوج من الأسماك") على الجانب الآخر. في العديد من الثقافات الشرقية، ترتبط الأسماك بالوفرة والوفرة. كما تشتهر الأسماك بقدرتها الكبيرة على التكاثر وعندما تسبح فإن ذلك يكون في حالة من الفرح وبالتالي ترتبط بزواج سعيد ومتناغم. في فنغ شوي، يرتبط زوج من الأسماك بالسعادة الزوجية ومتع الوجود في اتحاد زواجي.
تعويذات "أغنية الحزن الذي لا ينتهي" أو تعويذات "أغنية الندم الذي لا ينتهي" هي نوع شائع من تعويذات عملة الزواج، والتي قد تكون صينية أو يابانية أو كورية أو تايوانية أو فيتنامية في الأصل، والتي تصور جزءًا من قصيدة تشانغ هين جي التي كتبها باي جويي في القرن التاسع. تُظهر تعويذات "أغنية الحزن الأبدي" أربعة أزواج من جنسين مختلفين يمارسون الجنس في أوضاع مختلفة (أو من المفترض أن تمثل زوجين يمارسان الجنس في أربعة أوضاع مختلفة) في المنطقة المحيطة بالفتحة المركزية المربعة للعملة. تحيط بالأزواج الذين يمارسون الجنس الأحرف الصينية التي تمثل الربيع (春)، والرياح (風)، والخوخ (桃)، والبرقوق (李)، وهي إشارة إلى الأحرف الأربعة الأولى من سطر من قصيدة تشانغ هين جي التي تُرجمت إلى الإنجليزية على أنها "لقد ولت أيام الربيع المنعشة عندما كانت أشجار الخوخ والبرقوق تزهر" في إشارة إلى وفاة يانغ غويفي.

### تعويذات السموم الخمسة
السموم الخمسة (五毒، Ngũ Độc )، أو المخلوقات الخمسة الضارة، هي مفهوم صيني قديم يتضمن الثعبان، والحريش، والعقرب، والسحلية، والضفدع. في بعض الأحيان قد تشمل السموم الخمسة أيضًا العنكبوت. هذه التمائم النقدية هي انعكاس لمحرمات الرقم 5. تقليديا، يعتبر اليوم الخامس من الشهر الخامس (الذي يقع في التقويم الصيني في شهر يونيو)، أو "اليوم الخامس المزدوج"، في الثقافة الصينية التقليدية هو اليوم الذي يسبب معظم الأمراض لأنه اليوم الأكثر سخونة. وبسبب هذه الخرافة ارتبط الرقم خمسة أيضًا بالمرض. خلال "يوم الخمسة المزدوجة" أُرتديت هذه التمائم التي تعرض السموم الخمسة لدرء الأمراض والشر. نظرًا لأن مهرجان قوارب التنين يحدث خلال هذه الفترة، فليس من غير المألوف أن تُستبدل أحد السموم الخمسة بنمر يمثل شخصية فترة الممالك المتحاربة خويت نجوين.
تحتوي بعض تمائم السموم الخمسة على نقش الأمر Khu Tà Tîch Ác (驅邪辟惡) والذي يمكن ترجمته إلى "طرد الشياطين والملوك الأشرار".

### غونغ الفيتنامي (خانه) تمائم على شكل
لقد كانت فيتنام تنتج أجراسًا نحاسية كبيرة (خانه) على شكل خفافيش منذ قرون، وقد صُممت بعض التمائم الفيتنامية على غرار هذا الشكل. في حين أن هذه التمائم قد توجد أيضًا في الصين، إلا أنها تُنتج في فيتنام وهي واحدة من الفئات القليلة الفريدة من التمائم النقدية الفيتنامية. ترتبط هذه التمائم بالثروة والحظ السعيد بسبب شكلها الخفاش، وهو عبارة عن تورية متجانسة في اللغة الصينية المندرينية، حيث أن الكلمة الصينية المندرينية لكلمة "خفاش" (蝠، fú) تبدو مثل "السعادة" (福، fú).
يظهر تصميم الخان على شكل خفاش أيضًا على ورقة نقدية من فئة 20 قرشًا صدرت عام 1943 عن بنك الهند الصينية.

### تعويذات العملات البلاستيكية
خلال القرنين العشرين والحادي والعشرين، بدأ إنتاج العملات الفيتنامية ذات النصوص اللاتينية المصنوعة من البلاستيك. النقش الموجود على الوجه الآخر لبعض هذه التمائم هو "Thần Chúng Cho Ban" والذي يترجم إلى "أتمنى أن تمنح الأرواح النعمة". في حين أن ظهر هذه التمائم البلاستيكية مكتوب عليه "Sa Cốc Miếu Ân" والتي تُترجم إلى "أصوات المعبد تشكر"، والتي يمكن أن تكون إشارة إلى الوقت الذي يتلقى فيه الراهب تبرعًا في المعبد، فإنهم غالبًا ما يقرعون الجرس تقديرًا لهذه الحقيقة.

## قائمة العملات الفيتنامية حسب النقش
| قائمة التعويذات النقدية الفيتنامية حسب النقش (باستثناء نقوش تعويذة لعنة لي تينغ)         | قائمة التعويذات النقدية الفيتنامية حسب النقش (باستثناء نقوش تعويذة لعنة لي تينغ) | قائمة التعويذات النقدية الفيتنامية حسب النقش (باستثناء نقوش تعويذة لعنة لي تينغ)                                      | قائمة التعويذات النقدية الفيتنامية حسب النقش (باستثناء نقوش تعويذة لعنة لي تينغ)                                                                                | قائمة التعويذات النقدية الفيتنامية حسب النقش (باستثناء نقوش تعويذة لعنة لي تينغ) | قائمة التعويذات النقدية الفيتنامية حسب النقش (باستثناء نقوش تعويذة لعنة لي تينغ)                                                                                        | قائمة التعويذات النقدية الفيتنامية حسب النقش (باستثناء نقوش تعويذة لعنة لي تينغ) |
| نقش (تشو كووك نجو)                                                                       | نقش (تشو هان) | ترجمة إنجليزية حرفية                                                                                                  | المعنى الضمني أو الرمزية | التوزيع                                                                          | رقم(أرقام) الكتالوج | صورة                                                                             |
| نقوش الحظ السعيد والحماية                                                                | نقوش الحظ السعيد والحماية | نقوش الحظ السعيد والحماية                                                                                             | نقوش الحظ السعيد والحماية | نقوش الحظ السعيد والحماية                                                        | نقوش الحظ السعيد والحماية | نقوش الحظ السعيد والحماية                                                        |
| ---------------------------------------------------------------------------------------- | --- | --- | --- | -------------------------------------------------------------------------------- | --- | -------------------------------------------------------------------------------- |
| ترونغ مانغ فو كوي                                                                        | 長命富貴 | "طول العمر، الثراء، والشرف"                                                                                           | نقش الحظ السعيد. | الصين وفيتنام                                                                    | شرودر #597، غاو ويوي #1-162، غروندمان #271-273، ماندل (MCAC) #15.8.37، نوفاك #136، باي صفحة #153، يو صفحة #94، تشنغ (المحرر) #982                                       |                                                                                  |
| ترونغ مانغ فو كوي فو هو                                                                  | 長命富貴富有 | "طول العمر والغنى والشرف""أن تكون ثريًا."                                                                              | نقش حظا سعيدا. | فيتنام                                                                           | جرينباوم #13 |                                                                                  |
| Thọ Sơn Phúc Hải                                                                         | 壽山福海 | "طول العمر والجبل والسعادة والبحر"                                                                                    | جزء من عبارة تهنئة صينية "ليكن عمرك مثل جبل تاي وسعادتك مثل البحر الشرقي" (壽比南山福如東海).                                                                   | الصين وفيتنام                                                                    | |                                                                                  |
| ترانج سينه باو مينج                                                                      | 長生保命 | "الخلود" و"حماية الحياة"                                                                                              | نقش وقائي. | الصين وفيتنام                                                                    | شرودر #596 |                                                                                  |
| نغوين هانه لوي ترينه Thọ Trường Phú Quý                                                  | 元亨利貞 壽長富貴 | "البدء والتطوير والتقوية والإتمام" "طول العمر والغنى والشرف"                                                          | مبدأ النجاح (元) والازدهار (利) عن طريق العرافة (貞)، هما الكلمات الأربع الأولى من كتاب التغيرات (I-Ching).                                                     | الصين وفيتنام                                                                    | شرودر #590، تييري (ACVN) #69 |                                                                                  |
| Nguyên Hanh Lợi Trinh Tứ Thìn Đồng Lạc                                                   | 元亨利貞 四辰同樂 | "السبب الأول، الحرية، الخير، الكمال." "في الفصول الأربعة، الاتحاد في الفرح!"                                          | "نجوين هانه لوي ترينه" هي الجملة الأولى من ييجينغ، وهي تشرح نجمة كان السداسية، وهي واحدة من أكثر النجوم الميمونة لأنها تتكون من ستة خطوط دونغ.                  | الصين وفيتنام                                                                    | تييري#70 |                                                                                  |
| Nhân Nghĩa Lễ Trí Tín                                                                    | 仁義禮智 信 | "الخير، البر، اللياقة، المعرفة" "الإخلاص"                                                                             | نقش حظا سعيدا. | فيتنام                                                                           | شرودر#591 |                                                                                  |
| Càn Khảm Cấn Chấn Tốn Ly Khôn Đoài                                                       | 乾 坎 艮 震 巽 離 坤 兑 | "الجنة، الماء، الجبل، الرعد، الريح، النار، الأرض، البحيرة"                                                            | ثمانية رموز ثلاثية، مجموعة من الرموز الداوية. | الصين وفيتنام                                                                    | شرودر#594-596, تيري (ACVN)#87-92, تشنغ (محرر)#1775-1779, 1781 |                                                                                  |
| لونج فان خانه هوي                                                                        | 龍雲慶會 | "التنين والسحابة لقاء سعيد معًا"                                                                                       | نقش حظا سعيدا. | فيتنام                                                                           | شرودر #600 |                                                                                  |
| Trường Mạng Phú Quý Kim Ngọc Mán Đường                                                   | 長命富貴金玉滿堂 | "طول العمر، الثروة والأوسمة، الذهب واليشم، النجاح"                                                                    | رتبة عالية وتحقيق الشرف. | الصين وفيتنام                                                                    | شرودر #603، غروندمان #633 و #634، صفحة يو 63، تشنغ (محرر) #833 |                                                                                  |
| كان نجوين ترونج تيان                                                                     | 乾元長錢 | "أموال السماء الأبدية"                                                                                                | أن يكون محظوظاً في السعي وراء الثروة والمال. | فيتنام                                                                           | شرودر #605، تيري (ACVN) #72 |                                                                                  |
| Trạng Nguyên Cập Đệ Phúc Lộc                                                             | 狀元及第 | "أول مرشح للدكتوراه"، "اجتاز الامتحان"، "حظًا سعيدًا ومرتبة الشرف"                                                      | بلوغ مرتبة عالية في الامتحانات الإمبراطورية | الصين وفيتنام                                                                    | شرودر #606، جاو ويو #1-138 و#1-139، جروندمان #608 و#609، ماندل (MCAC) #15.8.6 و15.8.7، بيتي #48، ريميلتس #9، تييري (ACVN) #200، يو الصفحة 134، تشنغ (المحرر) #907 و#908 |                                                                                  |
| فوك لوك لو ترينه                                                                         | 福祿利貞 | "السعادة، الشرف، التعزيز، والإتقان"                                                                                   | رتبة عالية وراتب مرتفع. | فيتنام                                                                           | شرودر #607 |                                                                                  |
| فو سو تونغ دونغ                                                                          | 無事從容 | "العيش بسلام دون علاقات يمنحك راحة البال"                                                                             | السلام الداخلي. | فيتنام                                                                           | شرودر #608 |                                                                                  |
| ترينه فو                                                                                 | 貞符 | "تميمة العرافة" | تميمة تُستخدم العرافة. | فيتنام                                                                           | شرودر #610 |                                                                                  |
| بان-مانغ (بان-مينه) ترونغ-سينه                                                           | 本命 長生 | "الحياة" "الخلود" | نقش يتمنى طول العمر. | فيتنام                                                                           | |                                                                                  |
| نغو بات الرموز الثمانية                                                                  | 五不 ☰☱☲☳☴☵☶☷ | "الوصايا الخمس" "الرموز الثمانية"                                                                                     | المبادئ الخمسة للبوذية. الثلاثيات الثمانية من الطاوية | الصين وفيتنام                                                                    | تييري (ACVN) #57 |                                                                                  |
| Khu Tà Tîch Ác                                                                           | 驅邪辟惡 | "طرد الشياطين والملوك الأشرار"                                                                                        | نقش تميمة واقية تُلبس عادةً خلال مهرجان قوارب التنين. | الصين وفيتنام                                                                    | تييري (ACVN) #108، يو، الصفحات #17 و#32، باي، الصفحة #16، تشنغ (المحرر) #895                                                                                            |                                                                                  |
| Thụ-Di Bách Lộc                                                                          | 受第百祿 | "لتنال فوائد كثيرة من السماء"                                                                                         | للحصول على بركات سماوية لحسن الحظ والحظ السعيد. | الصين وفيتنام                                                                    | تيري (ACVN) #143 |                                                                                  |
| Chiêu Tài Như Ý Thiên Hạ Thái-Bình Nhāt Đoàn Hòa Khí                                     | 招財如意 天下太平 一團和氣 | "احصل على كل الثروات التي تريدها" "البلد في سلام" "تجسيد الانسجام"                                                    | نقش حظا سعيدا. | الصين وفيتنام                                                                    | تييري (ACVN) #222 |                                                                                  |
| ثو                                                                                       | 壽 | "طول العمر" | نقشٌ لجلب الحظ السعيد. | الصين وفيتنام                                                                    | تييري (CMV) #1929، صفحة باي #125، تشنغ (المحرر) #921 |                                                                                  |
| Quang Thiên Nguyên Bảo                                                                   | 光天元寶 | "Brilliant Heavenly Original Treasure"                                                                                | A good luck and protective inscription. | Vietnam                                                                          | Greenbaum #4 |                                                                                  |
| Thiên Hạ Thái Bình                                                                       | 天下太平 | "Wishing All the World Be at Peace"                                                                                   | السلام العالمي. | Vietnam                                                                          | Greenbaum #5 |                                                                                  |
| Trường Mạng Phú Quý Thiên Hạ Thái-Bình                                                   | 長命富貴 天下太平 | "Long Life, Riches and Honours" "The Country At Peace"                                                                | A good luck and protective inscription. | Vietnam                                                                          | Greenbaum #9 |                                                                                  |
| Phẩm Chung Lan Đài                                                                       | 品重蘭臺 | "Important Rank within the Orchid Tower"                                                                              | High rank in the imperial examination system. | Vietnam                                                                          | Greenbaum #15 |                                                                                  |
| Trảm Tà Trị Quỷ Vận Nhập Vô Kị                                                           | 斬邪治鬼 运入無忌 | "Destroy Evil, Rule Over Spirits" "Go In and Out Without Fear"                                                        | A protective inscription meant to ward off evil spirits. | Vietnam                                                                          | Greenbaum #17 |                                                                                  |
| Vietnamese numismatic charms with Chinese and Vietnamese cash coin inscriptions          | | | |                                                                                  | |                                                                                  |
| Châu Nguyên Thông Bảo                                                                    | 周元通寶 | "Beginning of the Châu, circulating treasure"                                                                         | An inscription used on a cash coins produced from melted down Buddha statues.                                                                                   | China and Vietnam                                                                | Thierry (CMV) #1897, 1900, 1901, 1902, & 1903 |                                                                                  |
| Châu Nguyên Thông Bảo Bình Nam                                                           | 周元通寶 平南 | "Beginning of the Châu, circulating treasure" "Bình Nam"                                                              | An inscription used on a cash coins produced from melted down Buddha statues. A mint mark that also appeared on some Cảnh Hưng Thông Bảo (景興通寶) cash coins. | Vietnam                                                                          | Schroeder #505 |                                                                                  |
| Hồng Ðức Thông Bảo Thiên Hạ Thái Bình                                                    | 洪德通寶 天下太平 | "Hồng Ðức circulating treasure" "All the World Be at Peace"                                                           | A Later Lê dynasty cash coin inscription with an amulet reverse inscription.                                                                                    | Vietnam                                                                          | Greenbaum #11 |                                                                                  |
| Cảnh Thịnh Thông Bảo                                                                     | 景盛通寶 | "Cảnh Thịnh circulating treasure"                                                                                     | A Tây Sơn dynasty cash coin inscription. | Vietnam                                                                          | Greenbaum #7 |                                                                                  |
| Minh Mạng Thông Bảo Phú Thọ Ða Nam                                                       | 明命通寶 富壽多男 | "Minh Mạng circulating treasure" "Wealth, Long Life, and Many (Male) Children"                                        | A presentation coin used as an amulet. | Vietnam                                                                          | Thierry (CMV) #1896, Schroeder #168 |                                                                                  |
| Vietnamese numismatic charms with commemorative inscriptions                             | | | |                                                                                  | |                                                                                  |
| Vạn Thọ Thông Bảo                                                                        | 萬夀通寶 | "Ten thousand longevities, circulating treasure"                                                                      | To commemorate the 60th birthday of the reigning Emperor. | China and Vietnam                                                                | Greenbaum #10 |                                                                                  |
| نقوش خيالية عملة نقدية                                                                   | | | |                                                                                  | |                                                                                  |
| تشينه دوك ثونغ باو                                                                       | 正德通寶 | "كنز متداول من تشينه دوك"                                                                                             | عملات خيالية عملة نقدية من سلالة مينغ. | الصين وفيتنام                                                                    | تييري (ACVN) #174، غروندمان #1216، غرينباوم #22 |                                                                                  |
| كوانج ترونج ترانج باو                                                                    | 光中重寶 | "كوانج ترونج كنز ثقيل"                                                                                                | عملة نقدية خيالية، تعتمد على Quang Trung Thông Bảo (光中通寶)، لتُباع للسياح والجنود الأمريكيين المتمركزين في فيتنام الجنوبية أثناء حرب فيتنام.                  | فيتنام                                                                           | |                                                                                  |
| هام نغي ترونج باو                                                                        | 咸宜重寶 | "هام نغي الكنز الثقيل"                                                                                                | عملة نقدية خيالية، تعتمد على Hàm Nghi Thông Bảo (咸宜通寶)، لتُباع للسياح والجنود الأمريكيين المتمركزين في جنوب فيتنام خلال حرب فيتنام.                          | فيتنام                                                                           | |                                                                                  |
| خاي دونه ترونغ باو                                                                       | 啓定重寶 | "خاي دونه كنزٌ ثقيل"                                                                                                   | عملة نقدية خيالية، مستوحاة من خاي دونه ثونغ باو (啓定通寶)، لبيعها للسياح والجنود الأمريكيين المتمركزين في جنوب فيتنام خلال حرب فيتنام.                         | فيتنام                                                                           | |                                                                                  |
| تمائم بوذية بنقوش شبه سنسكريتية                                                          | | | |                                                                                  | |                                                                                  |
| نقش (خط لاتيني)                                                                          | نقش (الخط الأصلي) | ترجمة إنجليزية حرفية                                                                                                  | المعنى الضمني أو الرمزية | التوزيع                                                                          | رقم(أرقام) الكتالوج | الصورة                                                                           |
| أوم ما ني باد مي هوم                                                                     | ཨོཾ མ ཎི པ དྨེ ཧཱུྃ | "أوم ماني بادمي هوم"                                                                                                  | صلاة بوذية. | فيتنام                                                                           | شرودر #611، لاكروا #393، تييري (ACVN) #53، #54 و#55، تييري (CMV) #553، تشنغ (المحرر) #1932 و#1985                                                                       |                                                                                  |
| أوم ما ني باد مي هوم خانج-كات                                                            | ཨོཾ མ ཎི པ 銘洪康吉 | "أوم ماني بادمي" "مي هوم"، "أن تكون بصحة وسعادة"                                                                      | دعاء بوذي. | فيتنام                                                                           | شرودر #612، تييري (ACVN) #53، #54 و#55، تييري (CMV) #553، تشنغ (المحرر) #1932 و#1985                                                                                    |                                                                                  |
| نقوش بوذية أخرى                                                                          | | | |                                                                                  | |                                                                                  |
| Om Ma Ni Pad Me Hum [شخصية الداوية "الكتابة السرية"] Trường Mạng Phú Quý الرموز الثمانية | 口奄 口牛 口迷 口八 口尼 口麻 吶 咺 {{ملا\|حرف Daoist كتابة سرية ‏ يُستخدم في تعويذة سحرية لطرد الأرواح الشريرة. يشير هذا الحرف الصيني (chữ Hán) إلى "شبح ميت"، ويمكن فهم غرضه بشكل أفضل باستخدام التشبيه التالي. عندما يموت شخص في الأساطير الصينية، يتحول إلى شبح. يكره الأحياء بشدة رؤية الأشباح. وبالمثل، يُعتقد في الأساطير الصينية أن الأشباح تخاف عندما ترى "شبحًا ميتًا" وتهرب. لذلك، اعتقد الصينيون القدماء أن الأشباح ستُخيف إذا عُلقت هذه الشخصية السحرية الطاوية، والتي تعني "الشبح الميت"، في مكان ما في منازلهم أو ارتدوها كتميمة.} 長命富貴 ☰☱☲☳☴☵☶☷ | "للصراخ بجلال "أوم ما ني باد مي هوم" تعويذة "سحرية" طاوية (لطرد الشر)." "طول العمر والثروة والشرف" الثلاثيات الثمانية | صلاة بوذية وتعويذة سحرية طاوية. | الصين وفيتنام                                                                    | |                                                                                  |
| Om Ma Ni Pad Me Hum الرموز الثمانية                                                      | 奄 口麻 口尼 口八 口爾 口牛 ☰☱☲☳☴☵☶☷ | الحروف الصينية التي تمثل "Om Ma Ni Pad Me Hum". "The Eight Trigrams".                                                 | صلاة بوذية ورمزية دينية طاوية. | الصين وفيتنام                                                                    | تييري (CMV) #553 |                                                                                  |
| أوم ما ني باد Me Hum                                                                     | 口奄 口麻 口尼 鉢 銘 洪 | "أوم ماني بادمي هوم"                                                                                                  | صلاة بوذية. | فيتنام                                                                           | |                                                                                  |
| مي هم                                                                                    | 銘洪 | "مي هم" | دعاء بوذي. | فيتنام                                                                           | |                                                                                  |
| تشوا شو ثانه ماو تشاو دوك (الوجه باللاتينية)                                             | 母聖處主 朱篤 (الوجه بالأحرف الصينية التقليدية) | "معبد سيدة المنطقة الموقرة" "مدينة تشاو دوك"                                                                          | عملة رمزية أصدرها معبد بوذي. | فيتنام                                                                           | جرينباوم #14 |                                                                                  |
| نقوش الزواج                                                                              | | | |                                                                                  | |                                                                                  |
| تو ثين دونغ لاك                                                                          | 四辰同樂 | "في كل الفصول الأربعة، لتكن هناك سعادة"                                                                               | النعيم والسعادة في الزواج | فيتنام                                                                           | شرودر #592-593، نوفاك #93، تييري (ACVN) #71 |                                                                                  |
| فو كوي خانج نينه                                                                         | 富貴康寧 | "الغنى، الشرف، الصحة، والسلام"                                                                                        | نقش حظ سعيد وزواج | فيتنام                                                                           | شرودر #601-602، لاكروا روبينجز #394، #395 و#396، تييري (CMV) #1904 و#1905، تييري (ACVN) #152                                                                            |                                                                                  |
| ثاي بينه دونغ لاك                                                                        | 太平同樂 | "السلام والسعادة معًا"                                                                                                 | نقش زواج. | فيتنام                                                                           | شرودر #604 |                                                                                  |
| فو Phụ Hòa Hài Tử Tôn Phồn Thịnh                                                         | 夫婦和諧 子孫繁盛 | "الزوج والزوجة، عكس متناغم" "الأبناء والأحفاد بكثرة"                                                                  | نقش زواج. | فيتنام                                                                           | شرودر #609 |                                                                                  |
| أغنية نغو                                                                                | 魚双 | "زوج من السمك" | نقش زواج. | الصين، كوريا، وفيتنام                                                            | تيري (ACVN) #235، صفحة Gao & Yu رقم 387، ماندل (TLKCA) #74.2a (32 ملم) و#74.2b (30 ملم)                                                                                 |                                                                                  |
| لين سينه ليك تو                                                                          | 連生六子 | "أتمنى دوام الولادات لستة أبناء"                                                                                      | الرغبة في إنجاب ذرية من الذكور. | الصين وفيتنام                                                                    | جرينباوم #3 |                                                                                  |
| تونغ باش مينه جيا Thiên Hạ Thái Bình                                                     | 嵩百命家 天下太平 | "حياة هنيئة، مئات النسل" "البلاد في سلام"                                                                             | نقش زواج. | الصين وفيتنام                                                                    | غروندمان #729 |                                                                                  |
| تمائم بلاستيكية بنقوش لاتينية                                                            | | | |                                                                                  | |                                                                                  |
| ثان تشونغ تشو بان سا كوك مياو آن                                                         | غير متوفر | "لتمنح الأرواح نعمها" "أصوات المعبد تشكر"                                                                             | تميمة حظ دينية | فيتنام                                                                           | غرينباوم #18 |                                                                                  |

### أرقام الكتالوج
- تييري (ACVN) = تمائم من الصين وفييتنام بقلم فرانسوا تييري دي كروسول (1987)، بالفرنسية.
- تييري (CMV) = فرانسوا تييري، كتالوج العملات الفيتنامية - ملحق، المكتبة الوطنية الفرنسية، باريس (2002).
- جرينباوم = كريج جرينباوم، تمائم فيتنام. هيوستن (2004).
- غروندمان = Amulette Chinas und seiner Nachbarländer بقلم هورست غروندمان (2003)، باللغة الألمانية.
- جون سيلفستر الابن وأندريه هوسكين، مؤلفا كتاب: جوائز أنام التقليدية، حقوق الطبع والنشر 2001،(ردمك 3-89757-097-1)
- Zheng (ed.) = Zheng, Dr. Yiwei (محرر) السحر الصيني الكلاسيكي (花钱图典)، حقوق النشر 2004.
- نوفاك = نوفاك، جون أ. مساعدة عملية لهواة جمع العملات الأنامية، ميرسيد، كاليفورنيا: أندرسون 1989 الطبعة المنقحة.
- لاكروا = لاكروا، Désiré - Numismatique Annamite، سايغون : مينارد وليجروس 1900.